# Goethe-Schule Harburg
Die Goethe-Schule Harburg (abgekürzt GSH, bis 2010 Gesamtschule Harburg) ist eine Stadtteilschule mit integrierter gymnasialer Oberstufe im Hamburger Stadtteil Harburg.

## Geschichte
Die Gesamtschule Harburg wurde 1979 gegründet. Daran war zentral Joist Grolle beteiligt.
Seit dem Schuljahr 1991/92 werden in sogenannten Integrationsklassen körperlich behinderte mit unbehinderten Schülern zusammen unterrichtet.
Im Rahmen der Hamburger Schulreform wurde die Schule zum Schuljahr 2010/2011 von Gesamtschule Harburg in Stadtteilschule Harburg umbenannt. Nach zwei Jahren unter diesem Namen erfolgte die nächste Umbenennung zu Goethe-Schule Harburg.
2015 wurden umfangreiche Baumaßnahmen mit Beginn 2016 beschlossen. Die Grundschule Kerschensteinerstraße, die zuvor einen Teil der Gebäude nutzte, ist 2017 in die Baererstraße gezogen.
Die Schule wurde mehrfach als Umweltschule in Europa ausgezeichnet.

## Lage und Architektur
Das Schulgelände befindet sich im Dreieck von Eißendorfer Straße im Süden, Kerschensteinerstraße im Westen und der Bennigsenstraße im Osten. Das Gelände wird durch die Friedrich-Ludwig-Jahn-Straße als Stichstraße fast in zwei Teile getrennt. Die Gebäude der Schule wurden nicht als gemeinsamer Komplex geplant, sondern für eine Reihe von Schulen in verschiedenen Bauepochen errichtet. Entsprechend bietet die Schule trotz ihrer beeindruckenden Größe ein eher disparates Bild.
Zur Eißendorfer Straße hin befinden sich drei Gebäude: das dreigeschossige Eckhaus an der Eißendorfer Straße / Kerschensteinerstraße mit L-förmigem Grundriss, ein rotgeklinkerter Neubau mit drei Geschossen und ein ebenfalls dreigeschossiger Kreuzbau. Der Kreuzbau wurde 1962 fertiggestellt.
Zur Bennigsenstraße hin befinden sich zwei Gebäude (Nr. 7 und 9), beide stehen unter Denkmalschutz. Beide Gebäude haben drei Vollgeschosse, und wurden Ende des 19. Jahrhunderts vom Harburger Stadtbaurat Friedrich Homann entworfen.
Zur Kerschensteinerstraße hin befinden sich neben dem oben erwähnten Eckhaus zwei Sporthallen mit einer Gesamtnutzfläche von knapp 4.000 m², die von 2010 bis 2012 saniert wurden.

## Schulisches Profil
Die Goethe-Schule-Harburg ist in drei Jahrgangsstufen gegliedert. Nach Abschluss der sechsten Klasse haben die Schüler die Wahl zwischen mehreren Profilen. Ein Profil ist eine Klasse mit besonderen Themen-Stunden, zum Beispiel hat das Informatik-Profil zwischen einer und zwei Doppelstunden Informatik pro Woche. Die Wahl eines Profiles gilt von der siebten bis zur zehnten Klasse.
Zu den Wahlpflichtfächern gehören u. a. Spanisch, Französisch, Latein, Literatur / Darstellendes Spiel, Wirtschaft, Naturwissenschaften, Natur und Technik, Erdkunde / Geschichte und Arbeitslehre.

## Außerschulisches Angebot
Der Jugendchor der Goethe-Schule Harburg entstand 1999 aus dem Mittelstufenchor und trägt entsprechend seinem Repertoire den Namen Gospel Train. Der Chor wird seit Gründung von GSH-Musiklehrer Peter Schuldt geleitet, der 2015 für seine musikpädagogische Arbeit mit dem Bundesverdienstkreuz ausgezeichnet wurde.
Im „Erweiterten Angebot am Nachmittag“ (ERWAN) gibt es ein freiwilliges und kostenloses Angebot zur Nachmittagsbetreuung für Schüler.
Die Schule betreibt ein Landschulheim („Haus im Stüh“) im niedersächsischen Stüh, im Landkreis Rotenburg (Wümme).

## Bekannte Ehemalige
- Matthias Czech (* 1975), Politiker (SPD), 1994 Abitur an der Gesamtschule Harburg
- Fahri Yardım (* 1980), Schauspieler, 2000 Abitur an der Gesamtschule Harburg
- Millane Fernandez (* 1986), Sängerin (Pop), Schülerin an der Gesamtschule Harburg
- Alexander Lindh (* 1988), Drehbuchautor, Abitur an der Gesamtschule Harburg
- Jasmin Janzen (* 1992), Politikerin (SPD), Abitur an der Gesamtschule Harburg
- Timur Ülker (* 1989), Schauspieler, Musiker, Schüler an der Gesamtschule Harburg